# Райнау (Цюрих)
Райнау (нем. Rheinau ZH) — коммуна в Швейцарии, в кантоне Цюрих.
Входит в состав округа Андельфинген. Население составляет 1322 человека (на 31 декабря 2007 года). Официальный код — 0038.

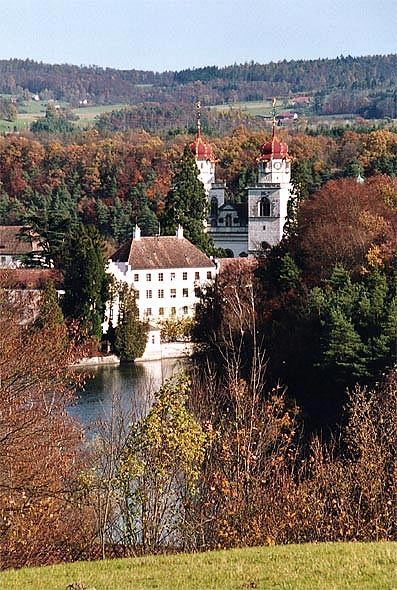
Монастырь